# Kloster Oesede (Georgsmarienhütte)
Kloster Oesede ist ein Stadtteil der Stadt Georgsmarienhütte im niedersächsischen Landkreis Osnabrück. Der Name des Ortes geht auf den im 12. Jahrhundert gestifteten und 1803 geschlossenen Benediktinerinnenkonvent Kloster Oesede zurück. Der Stadtteil schließt das Gelände des ehemaligen Klosters vollständig ein, ist aber mit einer Fläche von 13,02 km² deutlich größer.

## Lage
Der Georgsmarienhütter Stadtteil Kloster Oesede mit dem ehemaligen Kloster Oesede liegt östlich der Stadtteile Alt-Georgsmarienhütte und Oesede, nördlich der ehemaligen Oeseder Bauerschaft Dröper und südöstlich des Stadtteils Harderberg. Der Stadtteil Holsten-Mündrup befindet sich nordöstlich und der Ortsteil Wellendorf der Gemeinde Hilter am Teutoburger Wald südöstlich des Stadtteils Kloster Oesede.

### Kloster Oesede und Georgsmarienhütte
Im Vorgriff auf die „Erste Gemeindegebietsreform 1972–1974“ in Niedersachsen wurden 4062 Gemeinden im Jahr 1970 zu größeren Einheiten zusammengefasst. Durch diesen Vorgang entstand auch die Stadt Georgsmarienhütte. Seitdem sind alle Einwohner der ehemaligen politischen Gemeinde Kloster Oesede Einwohner der Stadt Georgsmarienhütte. In diesem Jahr wurde im bisherigen Rathausgebäude der ehemaligen selbstständigen Gemeinde Kloster Oesede eines der Bürgerämter der Stadt eingerichtet, in dem für Einwohner eine Vielzahl kommunaler Dienstleistungen erbracht wird. Im Wesentlichen entscheidet der Rat der Stadt Georgsmarienhütte über grundlegende Belange, die Kloster Oesede und andere bis 1970 selbstständige, in die Stadt Georgsmarienhütte eingemeindete Gemeinden betreffen, sofern diese Belange im Rahmen der kommunalen Selbstverwaltung auf lokaler Ebene geregelt werden dürfen bzw. müssen. In welchen Formen eine bürgerschaftliche Beteiligung in den Prozess der politischen Willensbildung einbezogen werden kann, belegt exemplarisch die Entwicklung des „Naherholungskonzepts – Kloster Oesede“.

### Kloster Oesede und Oesede
Die Gemeinsamkeit des Wortes Oesede in den Ortsnamen ist ein Resultat der Geschichte beider Orte. Der Name Oesede geht auf die althochdeutsche Bezeichnung Asithi zurück, was so viel bedeutet wie: „die am Wasser sitzen“. Der Name knüpft an der Lage beider Orte im Tal der Düte an. Kloster Oesede liegt an der Düte 4 km oberhalb von Oesede.
Oesede wurde im 9. Jahrhundert gegründet. Das Adelsgeschlecht derer von Oesede benannte sich nach diesem Ort. Graf Ludolf von Oesede stiftete 1170 das Kloster Oesede und stellte seine Stammburg zur Verfügung, die laut Andrea Qualbrink, Festrednerin zum 850. Jahrestag der Gründung des Klosters, zum Zeitpunkt von dessen Gründung in Oesede gelegen habe. Zum Kloster Oesede als Institution und Ort wurden von der Stiftsgründung an auch nicht-geistliches Personal im Klosterbezirk sowie vom Konvent persönlich abhängige Personen gerechnet, die außerhalb des Klosterbezirks in dessen Nähe lebten. Durch die Entwicklung der Eigentums- und Abhängigkeitsverhältnisse im Umfeld des Klosters gewann dieses an Eigenständigkeit gegenüber der Bauerschaft Oesede.
Die Grenze zwischen den beiden Gemeinden verlief bis 1970 ungefähr von Norden nach Süden in der Nähe des Hauses Brinke. Obwohl die Kapelle 1769 vom Kloster Oesede erworben worden war und nach 1803 zum Eigentum der Hannoverschen Klosterkammer gehörte, ist heute die Kolpingfamilie Oesede bei Aktivitäten, die die Kapelle betreffen, federführend.

## Geschichte
Der Benediktinerinnenkonvent Kloster Oesede wurde 1170 erstmals urkundlich erwähnt. Im Umfeld der Klosteranlage befanden sich im Mittelalter einzelne Höfe und Weiler, die 1565 zur „Gemeinde Kloster Oesede“ zusammengefasst wurden. Diese zählte zum Amt Iburg des Hochstifts Osnabrück. Im Jahr 1650 – nach dem Ende des Dreißigjährigen Krieges – wurde durch die „Capitulatio perpetua Osnabrugensis“ festgelegt, dass Kloster Oesede (Konvent und Gemeinde) von einer katholischen Obrigkeit regiert werden sollte. Bis zum Zweiten Weltkrieg lebten deshalb nur relativ wenige evangelische Christen in der Gemeinde Kloster Oesede. Nach dem Reichsdeputationshauptschluss (1803) ging die Landesherrschaft auf das Königreich Hannover über, ab 1866 auf das Königreich Preußen.

## Natur

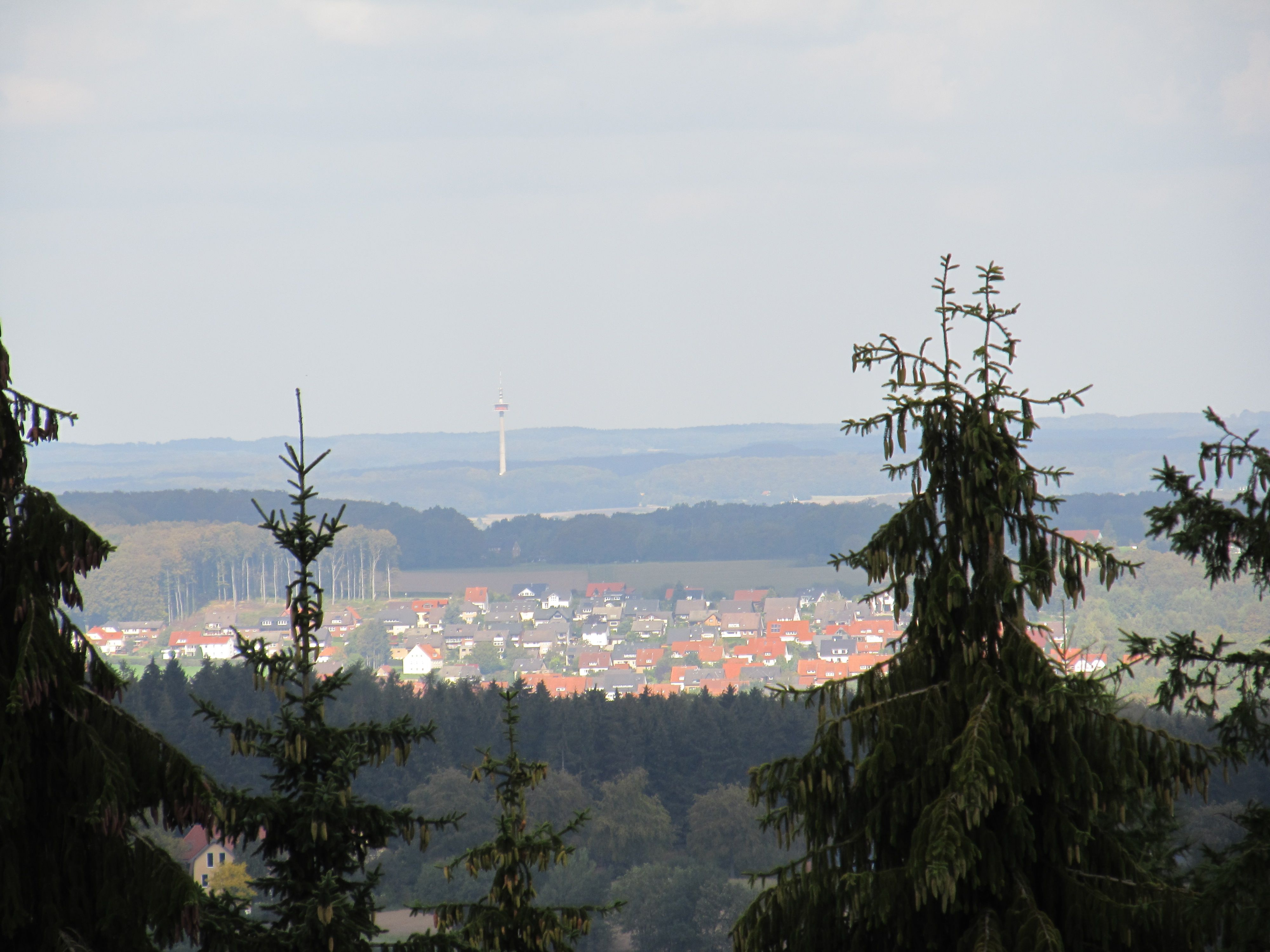
Blick vom Hohnsberg über Kloster Oesede nach Osnabrück-Schinkel

Die Düte und die Nebengewässer in ihrem Oberlauf bilden seit 2004 im gesamten Gebiet des Georgsmarienhütter Stadtteils Kloster Oesede ein Flora-Fauna-Habitat-Gebiet.
Der Niedersächsische Landesbetrieb für Wasserwirtschaft, Küsten- und Naturschutz (NLWKN) begründet die Ausweisung als FFH-Gebiet damit, dass die „Quellbereiche und Oberläufe von Düte, Schlochterbach und Breenbach […] über weite Strecken von naturnahen Laubwäldern begleitet [werden]. Insbesondere kleinere Erlen-Eschen-Auenwälder oder Quellwälder finden sich hier regelmäßig. Vereinzelt werden sie von feuchten Eichen- und Hainbuchenwäldern ergänzt. Auf trockeneren Böden wachsen in einigen Bereichen Buchenwälder. Jenseits der bewaldeten Hänge des Teutoburger Walds sind es aber vor allem weitläufige Grünlandflächen, welche die Auenlandschaft um die Düte und ihre Nebengewässer prägen. Über kurze Abschnitte entsprechen die Fließgewässer im Gebiet dem Lebensraumtyp der Fließgewässer mit flutender Wasservegetation. Bei guter Wasserqualität und Naturnähe sind sie geeignete Lebensräume für die europaweit bedeutsamen Arten Bachneunauge und Groppe, einen am Gewässergrund lebenden Kleinfisch. Von vereinzelten Stillgewässern, die zum Beispiel bei Kloster Oesede in der Aue der Düte liegen, profitieren weitere Tierarten.“
Im Landschaftsrahmenplan für den Landkreis Osnabrück ist Kloster Oesede weitgehend als Raum zur „Sicherung und Verbesserung von Gebieten mit überwiegend hoher Bedeutung für Arten und Biotope und sehr hoher bis hoher Bedeutung für Landschaftsbild, Boden/Wasser, Kilma/Luft“ ausgewiesen.

## Kultur und Sehenswürdigkeiten
- Erhaltene Gebäude des ehemaligen Klosters Oesede[11]
  - Klosterpforte (fertiggestellt 1704)
  - Klosterkirche St. Johann
  - Konventgebäude von 1723 (belegt von der Graf-Ludolf-Grundschule und dem Pfarrbüro)
- Waldbühne Kloster Oesede
- Mühlenteich und Wassermühlen entlang dem Kulturweg Kloster Oesede
  - Mühlenteich[12]
  - Ölmühle[13]
  - Mahlmühle und Sägemühle[14]
- Mehrgenerationenpark[15]
- Ottoschacht

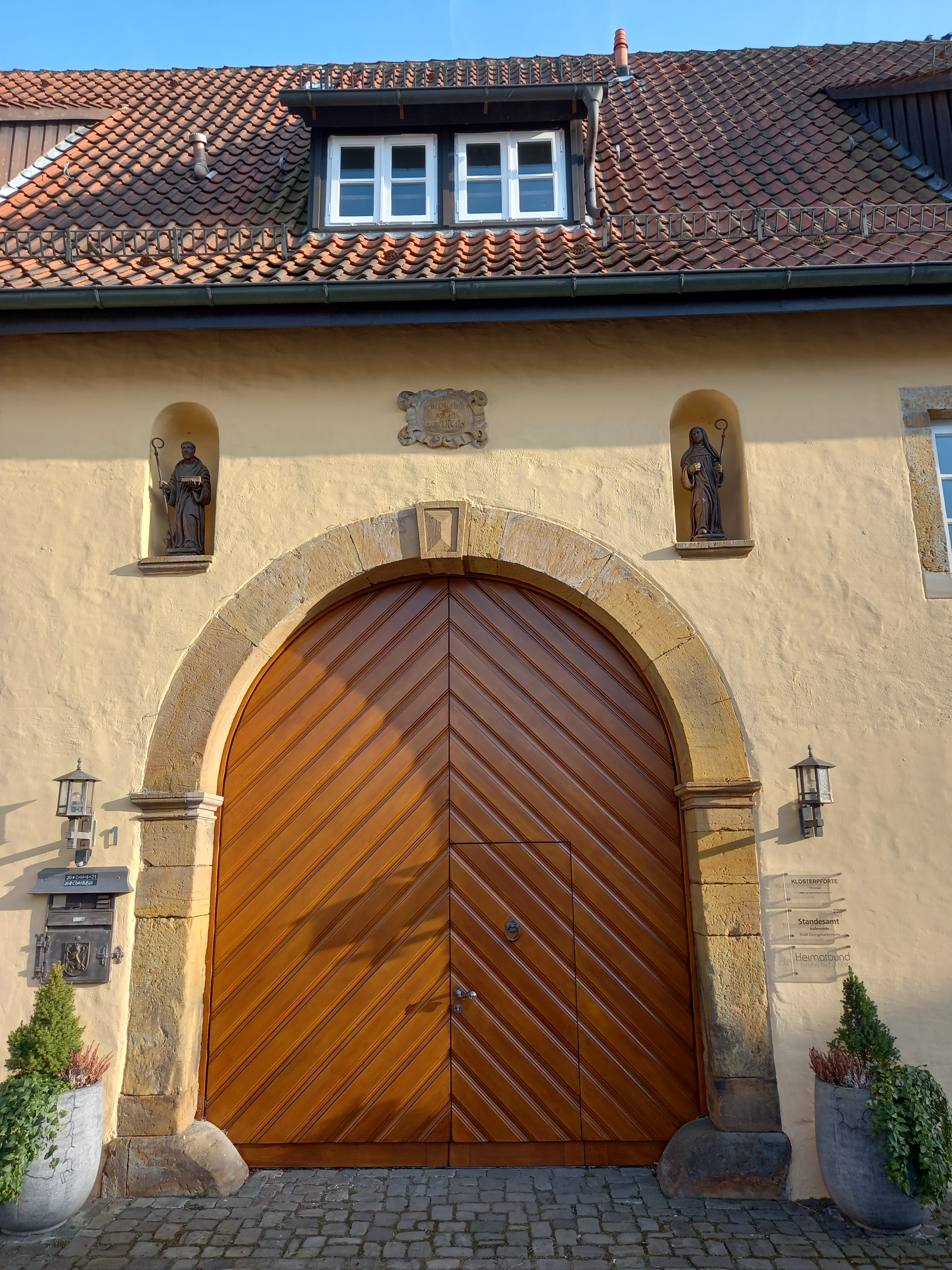
Klosterpforte Kloster Oesede
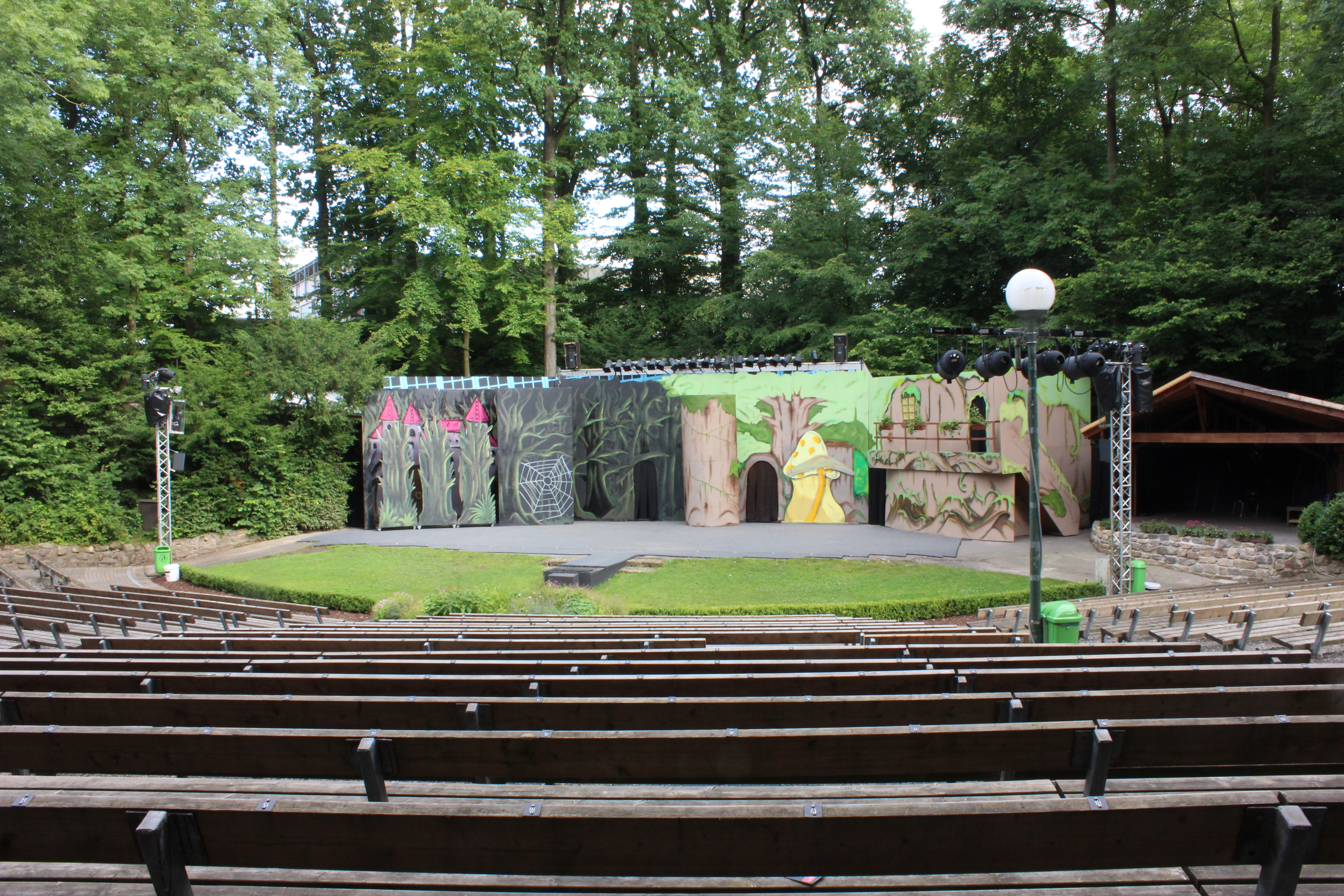
Waldbühne Kloster Oesede
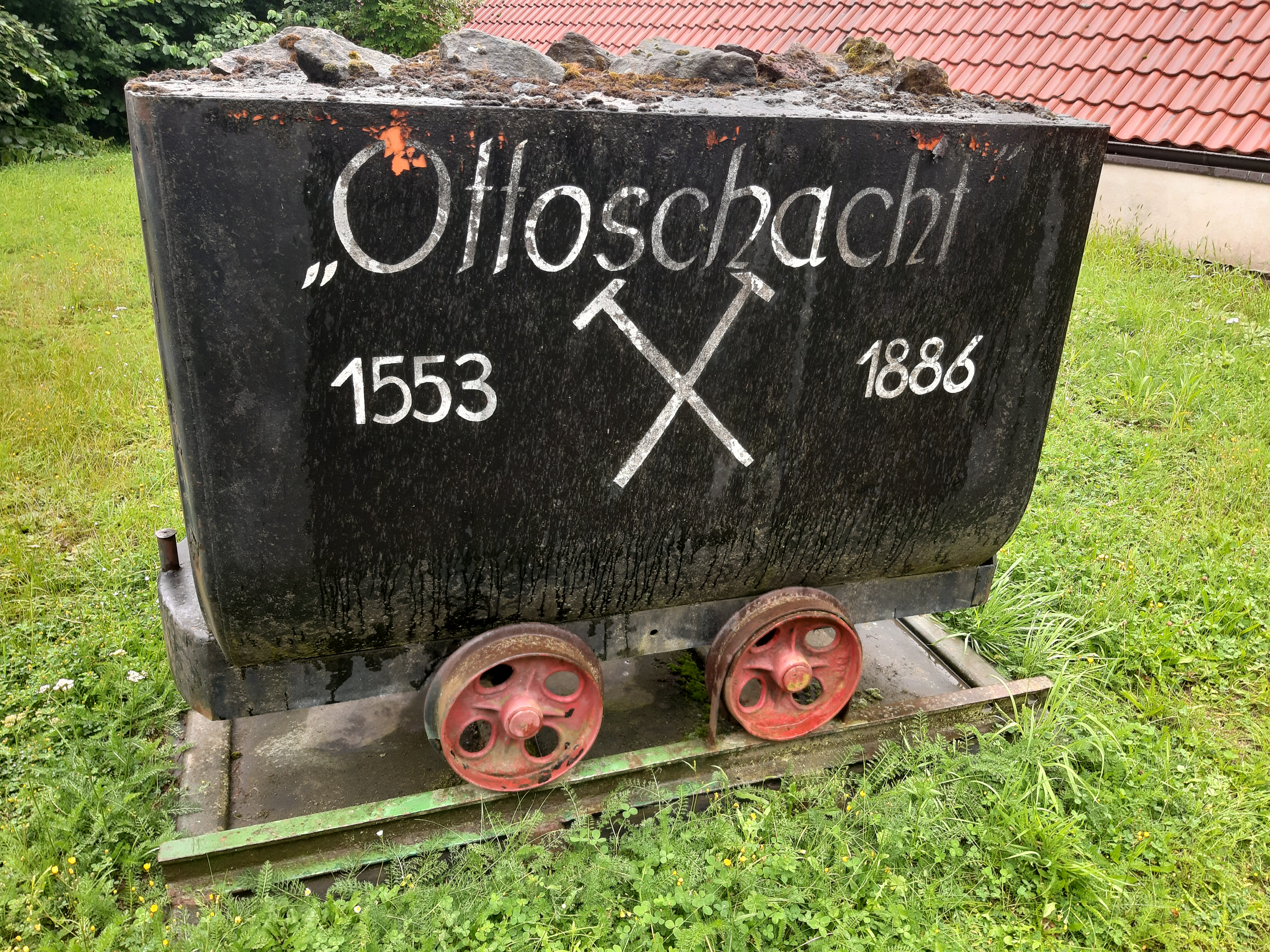
Lore des Ottoschachts in Kloster Oesede